# Andy Barron
Andrew „Andy“ Barron (* 24. Dezember 1980 in Invercargill) ist ein ehemaliger neuseeländischer Fußballspieler.

## Karriere
Zwischen 2000 und 2004 studierte Barron in den Vereinigten Staaten an der William Carey University und spielte im dortigen Fußballteam („Crusaders“) in der Gulf Coast Athletic Conference, einer im NAIA organisierten Spielklasse. Barron ist bis heute (Stand: 2009) zweitbester Scorer in der Geschichte des Teams und wurde 2007 mit neun weiteren Personen in die neu geschaffene Wall of Fame der Crusaders aufgenommen.
Nach seiner Studienzeit spielte er für ein halbes Jahr in Nordirland bei Lisburn Distillery, bevor er nach Neuseeland zurückkehrte und in der Folgezeit bei Canterbury United und Team Wellington spielte. 2008 ging er erneut in die USA und spielte für eine Saison bei den Minnesota Thunder in der USL First Division. Nach seiner Rückkehr nach Neuseeland schloss er sich wieder Team Wellington an. Im August 2010 beendete er seine Karriere.
Am 3. Oktober 2013 verkündete er sein Comeback beim samoanischen Meister Kiwi SC, wo er kurze Zeit später vom Trainer Martin Tamasese zum Mannschaftskapitän ernannt wurde. Er verhalf seinem Team am 19. Oktober 2013 beim OCL Preliminary Turnier in American Samoa, zur erstmaligen Qualifikation für die OFC Champions League.

## Nationalmannschaft
Barron debütierte im Februar 2006 in einer Reihe von Freundschaftsspielen gegen Malaysia in der neuseeländischen Nationalmannschaft. Nachdem er zuletzt 2007 gegen Wales eingesetzt wurde, nominierte ihn Nationaltrainer Ricki Herbert im Mai 2009 für den Konföderationen-Pokal im Folgemonat in Südafrika.